# 72993 Hannahlivsey
72993 Hannahlivsey este o planetă minoră (asteroid) din centura de asteroizi. A fost descoperită pe 15 martie 2002 la Tenagra II Observatory⁠(d) de Tenagra Observatories⁠(d). 
Obiectul prezintă o orbită caracterizată de o semiaxă mare de 2,3364931863279 UAi, o excentricitate de 0,16, o înclinație de 2,5 ° în raport cu ecliptica.